# In dulci jubilo
In dulci jubilo är en så kallad makaronisk julpsalm, det vill säga skriven på en blandning av svenska och latin. Sången är först känd på tyska och latin, "In dulci jubilo nun singet und seid froh", och anses härstamma från 1300-talet och vara skriven eller nedtecknad av professorn Petrus Dresdensis i Prag. En svensk översättning av den tyska versionen kom 1582. Psalmen börjar i krubban i stallet och slutar i himlens glädje.
Melodin (E-dur, ¾) finns i en handskrift från 1400-talets början, men antas vara minst lika gammal som texten, den kom i tryck i Sverige 1582 i sångboken Piae Cantiones. Det är för övrigt just denna melodi som spelas av det konstfärdigt utformade astronomiska uret i Lunds domkyrka från 1400-talet. Enligt 1921 års koralbok med 1819 års psalmer användes samma melodi till psalm nr 68 vilken i 1986 års psalmbok anges vara en "medeltida julvisa från 1533".
Psalmen finns med i Göteborgspsalmboken 1650 och 1695 års psalmbok. I samma version togs psalmen in i 1937 års psalmbok, men inte bland de andra julpsalmerna, utan under rubriken "Hymner och sånger" i slutet av psalmboken. 
I 1986 års psalmbok har Jan Håkan Åberg både bearbetat de svenska raderna något och gjort en helsvensk översättning som står efteråt (med notering att texten inte är avsedd att sjungas eftersom psalmen är avsedd att sjungas på "makaroniska").

## Andra exekutörer
Mike Oldfield gjorde en version av psalmen på en singelskiva som gavs ut 14 november 1975.

## Publikation
- Göteborgspsalmboken under rubriken "Om Christi Födelse".[2]
- 1695 års psalmbok, som nr 130 under rubriken "Jule-högtids Psalmer".
- 1937 års psalmbok, som nr 606 under rubriken "Hymner och sånger"
- Den svenska psalmboken 1986, som nr 433 under rubriken "Jul".
- Svensk psalmbok för den evangelisk-lutherska kyrkan i Finland (1986) som nr 18 under rubruken "Jul", med titelraden  "Kom, alla stora, små, låt oss till kubban gå".
- Julens önskesångbok (på svenska som "Låt oss med fröjd uppstå"), 1997, under rubriken "Traditionella julsånger", angiven som "Melodi från medeltiden".